# James e Oliver Phelps

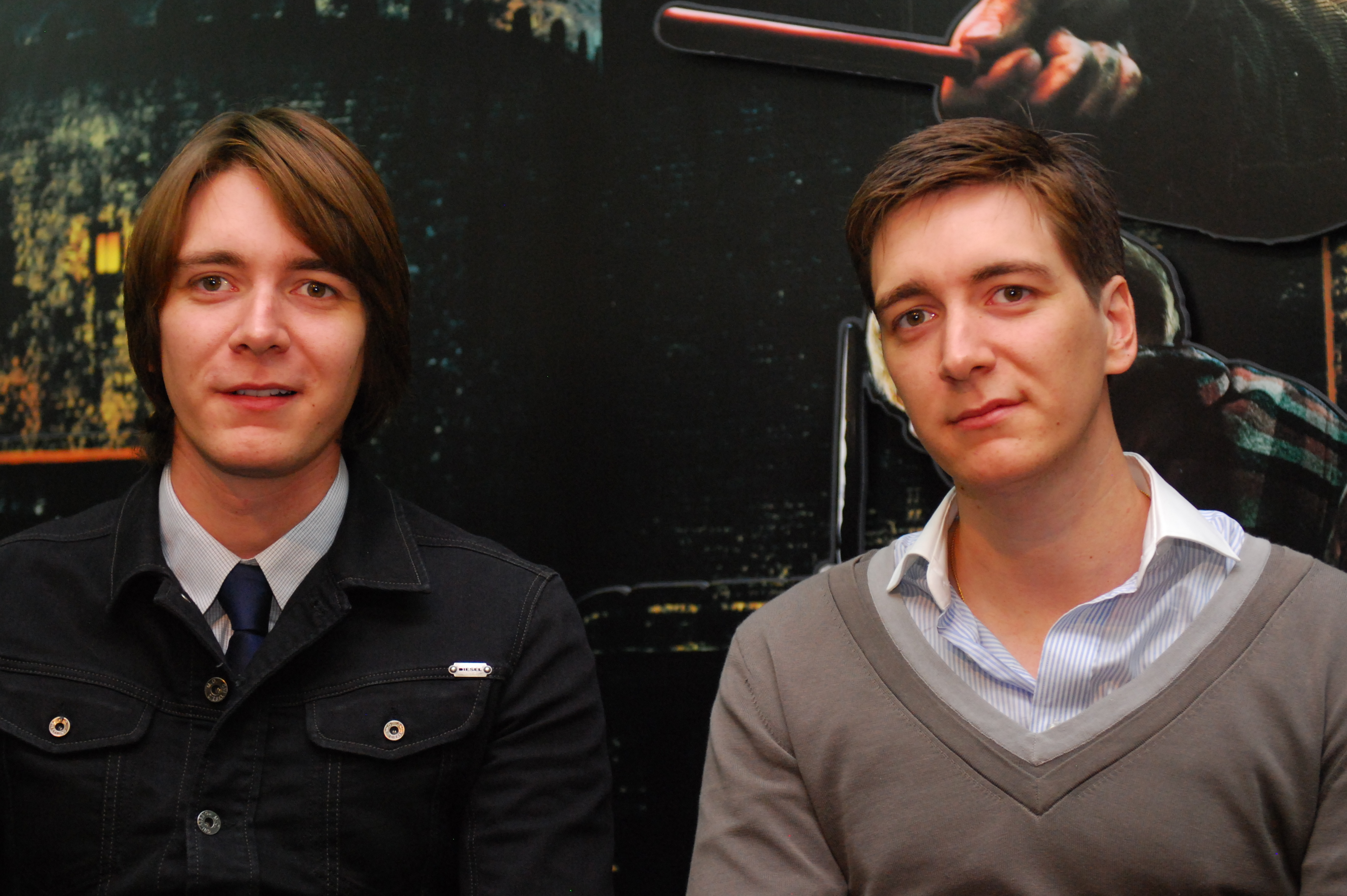
James e Oliver Phelps a Lucca Comics & Games per la presentazione dell'edizione in Blu-ray e DVD di Harry Potter e i Doni della Morte - Parte 2 (2011)

James Andrew Eric Phelps (Birmingham, 25 febbraio 1986) e 
Oliver Martyn John Phelps (Birmingham, 25 febbraio 1986) sono due attori gemelli britannici. Sono noti al grande pubblico per aver interpretato Fred e George Weasley nella saga cinematografica di Harry Potter, dal 2001 al 2011, continuando successivamente a lavorare in coppia per altri progetti.

## Biografia

### Infanzia
Sono nati a Sutton Coldfield, un quartiere di Birmingham, da Susan Spare e Martyn Phelps; Oliver è nato 13 minuti prima del fratello. Fino all'adolescenza, tranne che per un neo nella parte destra del collo di Oliver, che James non ha, erano quasi indistinguibili, ma crescendo i loro lineamenti sono arrivati a cambiare abbastanza da permettere di distinguere i due fratelli. Crescendo, i gemelli hanno frequentato la Little Sutton Primary School e la Arthur Terry Secondary School. Durante le riprese della serie di Harry Potter, i gemelli sono stati istruiti sul set in quanto i fratelli seppero con certezza chi avrebbero dovuto interpretare solo pochi minuti prima di iniziare a girare.

### Carriera
Nel 2000, nonostante non avessero precedenti esperienze di recitazione, i gemelli saltarono la scuola per partecipare a un'audizione aperta a Leeds. Dopo circa sei audizioni, sono stati scritturati come Fred e George Weasley nel film Harry Potter e la pietra filosofale.  Alla prima lettura da tavolo dopo essere stato scelto, a James è stato assegnato il ruolo di Fred e a Oliver è stato assegnato il ruolo di George.
Al di fuori della recitazione, James Phelps ha lavorato come runner sul set di Harry Potter e il principe mezzosangue e di Il codice da Vinci.
Nel 2009, i gemelli sono apparsi come fratelli nel quinto episodio della terza stagione della serie TV Kingdom. Nel 2012 hanno recitato in A Mind's Eye, un cortometraggio documentario basato sulle idee filosofiche di Platone.
I gemelli sono stati anche coinvolti nella mostra di Harry Potter. Erano presenti durante la sua apertura nel 2009 a Chicago e successivamente hanno girato varie città e Paesi per promuoverlo.
Nel gennaio 2014, i gemelli hanno partecipato all'Harry Potter Celebration a Orlando (Florida), insieme a Evanna Lynch, Matthew Lewis e Devon Murray. Hanno anche realizzato un LiveCast in cui hanno risposto alle domande dei fan e parlato dell'espansione al The Wizarding World of Harry Potter.
I gemelli hanno collaborato a un podcast disponibile su YouTube e vari servizi di streaming, tra cui Spotify e iTunes. La prima stagione del podcast è apparsa su YouTube nel 2017 chiamata "Double Trouble", che presentava solo quattro episodi di James e Oliver che parlavano dei loro viaggi precedenti. La seconda stagione del podcast è apparsa su YouTube e altre piattaforme nel 2020 durante la quarantena. In questa stagione hanno principalmente intervistato ospiti e ascoltatori che hanno avuto modo di conoscere meglio i gemelli al di fuori delle loro carriere. Nel 2021 sono usciti con una terza stagione chiamata "Normal Not Normal", alla quale hanno collaborato con la produzione Stabl. Hanno ammesso che questa stagione è più strutturata e curata professionalmente rispetto alla stagione precedente; tuttavia, si alternano ancora modificando la versione di YouTube. In questa stagione discutono con i loro ospiti su cosa sia realmente la normalità e se la normalità esiste. Sasha Banks, Tom Hopper, Mara Wilson e molti altri. Hanno anche intervistato i loro ex co-protagonisti come Katie Leung, Evanna Lynch e Alfred Enoch.
Durante la loro carriera hanno anche recitato in Ministry of Mayhem (2004) e The Misty show (sempre nel 2004).

## Vita privata e beneficenza
Nel gennaio 2003, i gemelli piantarono alberi nella National Forest, nel Leicestershire. Gli alberi erano betulla e frassino, gli stessi tipi di legno che hanno contribuito a realizzare i manici di scopa usati nei film di Harry Potter.
I gemelli sono sostenitori del Teenage Cancer Trust, del "Celebrity World Cup Soccer Six", del Virgin Money Giving drive, del Cancer Research UK in Australia, e dell'HelpHarryHelpOthers Charity a Birmingham.
Entrambi sono sposati: James ha sposato Annika Ostle nel 2016; mentre Oliver ha sposato Katy Humpage nel 2015 con la quale ha due figlie.
Oliver è tifoso dell'Aston Villa, mentre James è un fan della squadra rivale il Birmingham City.

## Filmografia
- Harry Potter e la pietra filosofale, regia di Chris Columbus (2001)
- Harry Potter e la camera dei segreti, regia di Chris Columbus (2002)
- Harry Potter e il prigioniero di Azkaban, regia di Alfonso Cuarón (2004)
- Ministry of Mayhem (2004)
- The Misty Show (2004)
- Harry Potter e il calice di fuoco, regia di Mike Newell (2005)
- Il codice da Vinci, regia di Ron Howard (2006)
- Harry Potter e l'Ordine della Fenice, regia di David Yates (2007)
- Harry Potter e il principe mezzosangue, regia di David Yates (2009)
- Kingdom - serie TV, episodio 3x05 (2009)
- Harry Potter e i Doni della Morte - Parte 1, regia di David Yates (2010)
- Harry Potter e i Doni della Morte - Parte 2, regia di David Yates (2011)
- Danny and the Human Zoo (2015)
- Ultima notte a Soho (Last Night in Soho), regia di Edgar Wright (2021)
- Harry Potter 20º anniversario - Ritorno a Hogwarts (Harry Potter 20th Anniversary: Return to Hogwarts), regia di Eran Creevy, Joe Pearlman, Giorgio Testi –  film TV (2022)

## Doppiatori italiani
Entrambi gli attori sono doppiati da:
- Lorenzo De Angelis in Harry Potter e la pietra filosofale, Harry Potter e la camera dei segreti, Harry Potter e il prigioniero di Azkaban, Harry Potter e il calice di fuoco, Harry Potter e l'Ordine della Fenice, Harry Potter e il principe mezzosangue, Harry Potter e i Doni della Morte - Parte 1, Harry Potter e i Doni della Morte - Parte 2, Harry Potter 20º anniversario - Ritorno a Hogwarts